# Tubificoides robustocoleus
Tubificoides robustocoleus är en ringmaskart som beskrevs av Finogenova 1994. Tubificoides robustocoleus ingår i släktet Tubificoides och familjen glattmaskar. Inga underarter finns listade i Catalogue of Life.